# Дайнієр Перо
Дайнієр Крістіан Перо Юстіс (ісп. Dainier Christian Peró Justiz; 1 жовтня 1999, Камагуей) — кубинський професійний боксер, чемпіон Панамериканських ігор.
Дайнієр — молодший брат Леньєра Перо, теж боксера.

## Аматорська кар'єра
2016 року став чемпіоном світу серед молоді в категорії до 91 кг.
На Панамериканських іграх 2019 переміг Косме дос Сантоса (Бразилія), Річарда Торреза (США) та Крістіана Сальседо (Колумбія) і став чемпіоном в категорії понад 91 кг.
На Олімпійських іграх 2020 переміг Крістіана Сальседо і програв Річарду Торрезу.

## Професіональна кар'єра
Впродовж 2022—2024 років провів сім переможних боя.